# Ġbejna
 (octobre 2014).
Si vous disposez d'ouvrages ou d'articles de référence ou si vous connaissez des sites web de qualité traitant du thème abordé ici, merci de compléter l'article en donnant les références utiles à sa vérifiabilité et en les liant à la section « Notes et références ».
La ġbejna (au pluriel ġbejniet, en français, fromagette) est un fromage (ġobon) traditionnel maltais fabriqué à partir de lait de brebis - ġbejna t'Għawdex - fromagette de Gozo, ou de chèvre dans le reste de l'archipel. La fabrication industrielle est de plus en plus réalisée avec du lait de vache.

## Histoire
Aucun document historique ne permet de connaître l'apparition de la fabrication du fromage à Malte. Ce qui est tenu pour certain, c'est que les premiers occupants de l'île, Phéniciens, Grecs, Romains, maitrisaient tous les techniques de fabrication du fromage.
L'élevage caprin, plutôt sur l'île de Malte, et ovin, plutôt sur celle de Gozo, est certainement à l'origine de la spécialisation des fromages maltais. Il n'existe à Malte aucune fabrication de fromage à pâte molle ou de fromage à pâte pressée, il n'existe que des fromages à pâte fraîche. Traditionnellement on retrouve dans l'archipel maltais que trois sortes de fromages à pâte fraîche : les fromages à pâte fraîche au lait entier comme la ġbejna, les fromages à pâte fraîche cuite comme l'irkotta et les fromages à pâte fraîche saumurée comme la mozzarella.
La découverte de la fièvre de Malte sur l'ensemble du cheptel caprin et ovin, en 1905 par Themistocles Zammit, a porté un coup mortel à la fabrication familiale et artisanale des fromages maltais. La puissance coloniale britannique a nationalisé la récolte et la commercialisation du lait, la fabrication et la commercialisation des produits laitiers et fromagers. Il a fallu attendre l'éradication du germe Micrococcus melitensis pour qu'un bétail sain redonne naissance à une fabrication familiale et artisanale. Au XXIe siècle, la fabrication familiale a pratiquement disparu, on retrouve des produits artisanaux faits à partir de lait de chèvre ou de brebis en plus des produits industriels faits à partir de lait de vache pasteurisé, plus rarement avec d'autres laits.

## Fabrication
La ġbejna est fabriquée artisanalement par coagulation lactique du lait entier et cru avec addition d'une faible quantité de présure et de sel. Anciennement, la présure était remplacée par de l'eau de mer comme agent de coagulation. La ġbejna est façonné dans une faisselle  faite de roseaux secs (ġummar). Les fromagettes sont traditionnellement séchées dans de petites salles aérées (kmamar tal-ġbejniet), avec des fenêtres (twieqi tal-ġbejniet) protégées par des clayonnages (nemusiera) faites de petites bandes de bois.
La fabrication industrielle est faite à partir de lait de vache pasteurisé depuis l'éradication de la fièvre de Malte. Les fromagettes sont façonnées dans des égouttoirs en plastique.

## Présentation
Ces fromages se consomment sous six présentations différentes :
- la ġbejna friski (fromagette fraiche) fromage frais démoulé sans petit-lait ;
- la ġbejna tal-ilma (fromagette d'eau) fromage frais conservée dans son petit-lait ;
- la ġbejna maħsula (fromagette lavée) fromage plus ou moins frais frotté au sel ;
- la ġbejna tal-bżar (fromagette au poivre) fromage plus ou moins frais recouvert de poivre noir concassé ;
- la ġbejna tal-żejt (fromagette à l'huile) fromage plus ou moins sec, souvent au poivre, conservé dans l'huile avec quelquefois aussi du vinaigre de vin ;
- la ġbejna moxxi (fromagette douce) fromage séché au soleil.

## Recettes courantes
La ġbejna est consommée suivant ses diverses présentation comme fromage.
Mais la ġbejna rentre dans la composition de certains plats traditionnels maltais :
- la ġbejna moxxi ou la ġbejna maħsula rappée pour relever le goût des plats comme des soupes ou des pâtes ;
- la ġbejna friski ou la ġbejna tal-ilma directement incorporée dans des soupes, des pâtes ou des tourtes ;